# ATC kód A16
ATC kód A16 Trávicí trakt a metabolismus, jiná léčiva je hlavní terapeutická skupina anatomické skupiny A. Trávicí ústrojí a metabolismus.

## A16A Trávicí trakt a metabolismus, jiná léčiva

### A16AA Aminokyseliny a jejich deriváty
A16AA01 Levokarnitin
A16AA02 Ademethionin

### A16AB Enzymy
A16AB02 Imigluceráza
A16AB03 Agalsidáza alfa
A16AB04 Agalsidáza beta
A16AB05 Laronidáza
A16AB07 Alglukosidáza alfa

### A16AX Trávicí trakt a metabolismus, různá léčiva
A16AX01 Kyselina thioktová
A16AX02 Anetholtrithion
A16AX03 Natrium-fenylbutyrát
A16AX04 Nitisinon
A16AX05 Octan zinečnatý
A16AX06 Miglustat
A16AX07 Sapropterin
A16AX08 Teduglutid
A16AX09 Glycerol-fenylbutyrát
A16AX10 Eliglustat
A16AX11 Natrium-benzoát
A16AX12 Trientin
A16AX13 Uridin-triacetát
A16AX14 Migalastat
A16AX15 Telotristat

## Poznámka
- Registrované léčivé přípravky na území České republiky.
- Informační zdroj: Státní ústav pro kontrolu léčiv, Všeobecná zdravotní pojišťovna.